# Cerhovice
Cerhovice (německy Zerhowitz) jsou městys v okrese Beroun ve Středočeském kraji, asi 5 km severozápadně od Hořovic. Žije zde přibližně 1 200 obyvatel.

## Název
O vzniku názvu obce traduje lidová pověst. V počátcích křesťanství prý po kraji chodil kazatel Crha. Kázal i v místech dnešních Cerhovic. Jeho kázání byla velmi známá a mezi lidmi oblíbená, proto se vždy sešlo mnoho lidí. Posluchači v zadních řadách Crhu špatně slyšeli a křičeli na něj: „Crho, více!“ Z tohoto volání se prý ujal název Cerhovice. Další verze o názvu vzniku praví, že pochází název pochází od pojmenování „Crhovici“, přičemž mělo jít o lidi, které sem přivedl jakýsi Crha.

## Historie
První písemná zmínka o obci se vyskytuje v listině, kterou 19. prosince 1275 vydal král Přemysl Otakar II. ve věci rozdělení dědictví mezi syny zesnulého Sulislava z Trnovan. V této listině jsou Cerhovice uváděny jako „trhová ves Cerhovice“. Zmíněnému Sulislavovi z Trnovan v této době Cerhovice patřily. Rod Sulislavů vlastnil i nedaleký Hrádek u Záluží a pravděpodobně i ves Záluží. Sulislavovi vlastnili Cerhovice až do roku 1367, jako poslední majitel z tohoto rodu je uváděn Přibík z Cerhovic. Cerhovice poté měnily majitele velmi často až do roku 1390, kdy se staly majetkem královským, jelikož byly zakoupeny Václavem IV., který je připojil ke svému žebráckému a později točnickému panství. Točník se snažili roku 1425 dobýt husité, avšak jejich pokusy byly neúspěšné. Jako zadostiučinění poté v roce 1427 vypálili Žebrák a Hořovice. Cerhovicemi pouze procházeli k bitvě u Tachova. Masa procházejících husitů čítala asi 16 000 lidí a mnoho vozů, avšak Cerhovicím žádné zlo neprovedla.
V roce 1461 dal Jiří z Poděbrad panství do rukou svému věrnému šlechtici Bedřichu ze Šumburka. Pro Cerhovice nastal klidný čas a mohly se dále rozvíjet. Po smrti Jiřího z Poděbrad připadlo panství bavorskému šlechtici Bedřichu z Gutštejna. Jeho syn však byl souzen kvůli násilí proti Bundovcům a nakonec od něj Cerhovice odkoupil Vladislav Jagellonský. Cerhovice tak opět přešly pod správu království. Z toho však plynuly výhody, neboť dostávaly od panovníků mnoho výsad a privilegií. V cerhovickém archivu jsou uchována privilegia z následujících let: 1516 od Vladislava Jagellonského, 1631 od Ferdinanda II., 1648 od Ferdinanda III., 1701 od Leopolda I., 1705 od Josefa I., 1736 od Karla VI., 1766 od Marie Terezie, 1783 od Josefa II. a 1793 a 1818 od Františka I. Tyto historické dokumenty ukazují, že si čeští panovníci Cerhovic všímali. Těmito listinami vyjadřovali i uznání významu a důležitosti Cerhovic. Právě listina z roku 1516 od Vladislava Jagellonského povýšila Cerhovice na městečko, což jim dalo právo zřízení pivovarů a sladoven.
Roku 1557 se Cerhovice dostaly do rukou Lobkoviců. Ti si panství rozdělili. Cerhovice získal Jiří z Lobkovic, po jeho smrti se stal majitelem Ladislav z Lobkovic. Jeho bratři se však zapletli do spiknutí proti císaři a Ladislav tak postupně o svoje panství přišel. Cerhovice tak připadly právě císaři Rudolfu II. a sice roku 1595. Staly se tak císařským majetkem.
Během třicetileté války Cerhovice procházely mnoha útrapami. Vzhledem k tomu, že ležely na zemské silnici Praha – Německo, táhly tudy regimenty vojáků. Tato skutečnost se stala osudnou roku 1629, kdy vojáci městečko zapálili a Cerhovice vyhořely. Sotva se obyvatelé vzpamatovali z této pohromy, přišel rok 1642 a Cerhovice vyhořely znovu, tentokrát včetně kostela. Tento požár založili Švédové vracející se s lupem z Hořovic. Tím však požáry v Cerhovicích neskončily. Cerhovice vyhořely i v roce 1649, 1657 a 1678. V roce 1654 je v Cerhovicích uváděno pouze 12 hospodářů, 13 chalupníků a 7 řemeslníků. Z doby posledního velkého požáru, tedy z doby okolo roku 1678, pochází nejstarší vyobrazení Cerhovic. Je na něm zachycený právě zmíněný požár. Obraz je vystavený v hořovickém kostele Nejsvětější Trojice. Po této události se začaly Cerhovice postupně regenerovat, přispěl k tomu i majestát vydaný Leopoldem I., kterým povolil prodej kořalky a soli, šenkování vína a držení soudů na radnici. Rozkvět ovšem zastavil rok 1718, který s sebou přinesl morovou epidemii.
V roce 1710 Cerhovice opět změnily majitele, když se staly majetkem rodu Lichtenštejnů. Těm ale Cerhovice nepatřily dlouho; o 13 let později přešly do majetku královského a tam setrvaly až do roku 1848. Během 18. století probíhal v městečku život poklidně, neublížila jim ani pruská vojska, která Cerhovicemi táhla. Obavy přišly až v roce 1799, kdy přitáhlo do Čech ruské vojsko, směřující na západ. Z ruských vojáků měli občané strach, ale ukázalo se, že zbytečně, jelikož vojáci se chovali velmi důstojně a ukázněně. Dokonce byl v Cerhovicích ubytován slavný generál Suvorov, na což je upomíná poněkud omšelá pamětní deska na budově bývalé pošty.
V 19. století v Cerhovicích život dál poklidně plynul, obec se dále rozvíjela, čemuž napomáhaly např. i místní cechy jako třeba cvočkařský, ševcovský, řeznický nebo krejčovský. V roce 1859 však cechy zanikly a byl utvořen živnostenský spolek. Rozkvětu napomohl i revoluční rok 1848, kdy obce začaly podléhat namísto královskému majetku okresního hejtmanství. Od roku 1848 patřily Cerhovice do okresu Zbiroh, v roce 1892 byly ovšem zbirožskému okresu odňaty a připojeny k okresu Hořovice.
V šedesátých letech padl Bachův absolutismus a to umožnilo rozvíjet spolkovou činnost. Postupně byla založena hasičsko-sokolská jednota, čtenářská beseda, sbor dobrovolných hasičů, později i sokol jako samostatná organizace. V polovině 19. století bylo v Cerhovicích zaznamenáno 158 domů a 1320 obyvatel. V obci byl kostel, fara, škola, pošta, pivovar, 7 hospod a 3 zájezdní hostince. Počet obyvatel stoupal do roku 1870, poté však začal klesat a ustálil se přibližně na 1100 obyvatelích.

### Železniční nehoda u Cerhovic

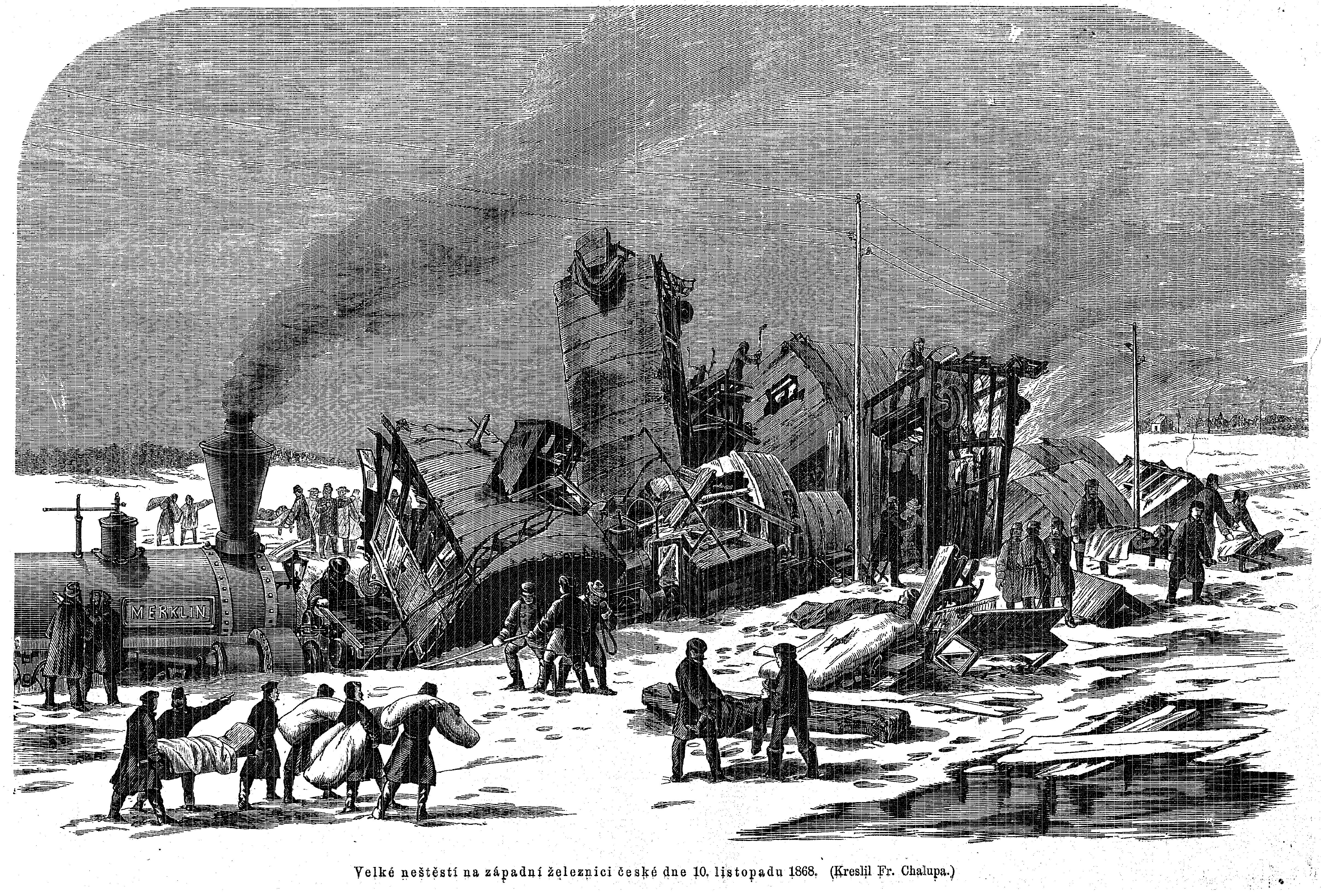
Vlakové neštěstí roku 1868

Velkou událostí v 19. století bylo vlakové neštěstí, které se stalo 10. listopadu 1868. Osobním vlakem ve čtyři hodiny ráno jeli vojáci uherského pluku z Plzně do Prahy. Ten den však panovalo velmi špatné počasí a nedaleko Újezda musel vlak zastavit z důvodu sněhových závějí, které nezvládl překonat. Vědělo se, že za osobním vlakem pojede i vlak nákladní. Nelze jednoznačně říct, zda byla všechna opatření proti srážce vlaků využita a strojvůdce dostal zprávu o osobním vlaku stojícím u Cerhovic, ovšem okolo šesté hodiny ranní tento nákladní vlak do osobního v plné rychlosti narazil. Výsledkem srážky bylo cca 35 mrtvých a 60 zraněných. Mrtví byli pohřbeni na starém hřbitově, tj. v místě, kde je dnes dětské hřiště u školy. Na místě jejich pohřbení stojí dodnes památník.

### První světová válka
První světová válka poznamenala celé světadíly a nevyhnula se ani malým Cerhovicím. Během let 1915–1916 došlo ke značnému zhoršení zásobování a lidé měli nouzi o potraviny. V jedné z knih psané cerhovickým rodákem se píše: „Nedostatek potravin způsobil, že lidé jedli psy, kočky, veverky, vrány a jiná zvířata. Znám toto i z vyprávění našeho souseda Antonína Pichla, který tu dobu prožil a když jsem byl malý kluk, tak nám o tom vyprávěl.“ Zde je vidět, že situace v Cerhovicích opravdu nebyla dobrá. Ve válce nakonec padlo 38 cerhovických občanů. Z pohledu politického se po válce většina občanů začala klonit k sociální demokracii. Občané se snažili přivést život v Cerhovicích život do starých kolejí a začít Cerhovice opět rozvíjet. Tomu měla napomoci i výstavba nové školní budovy, na kterou si obec vzala půjčku ve výši 700 000 Kč. Dalším krokem k rozvoji mělo být vybudování koupaliště, k čemuž ovšem nakonec pro nezájem občanů nedošlo. Začátkem třicátých let se začala projevovat celosvětová hospodářská krize, ovšem cerhovickým občanům se dařilo držet se nad vodou, především díky tomu, co si vypěstovali nebo díky chovaným zvířatům. V roce 1932 byl rozšířen hřbitov. V tomto roce byly v Cerhovicích evidovány následující služby a živnosti: lékař, biograf Sokol, 2 obchody s brousícími a leštícími kotouči, cukrář, drogerie, městská elektrárna, 7 hostinců, výroba hraček, kapelník, knihkupectví, konsum Včela, malíř pokojů, obchod s obuví Baťa, 2 pilníkáři, 2 pivovary, pohřební ústav, výrobna polévkového koření, továrna na provaznické zboží, řezbář, sladovna, stavební družstvo, výrobna dřevěného uhlí a zednický mistr.

### Druhá světová válka
Další ránu přinášela Cerhovicím stejně jako všem jiným obcím druhá světová válka. Brzy po jejím začátku byla v cerhovické sokolovně ubytována německá vojska. V roce 1940, kdy většina lidí nesouhlasila s německou okupací, se začalo šířit udavačství a v Cerhovicích tak začaly probíhat domovní prohlídky. Během tohoto roku byly vydány i dekrety o povinnosti odvádět určitá procenta výpěstků a výrobků pro potřeby vojáků. I přesto ale Cerhovice prošly současně i rozvojem. Byl zde např. vybudován nový vodovod nebo opraveny kašny. Koncem války bylo mnoho vesnic povinno ubytovávat německé vojáky a jejich pomocníky. Tato povinnost se nevyhnula ani Cerhovicím, když museli být ve škole ubytováni němečtí vojáci a na počátku roku 1945 i maďarští, kteří byli na německé straně.
Dne 30. června 1942 byly Cerhovice obklíčeny německými vojáky a ve višňovce za školou byla přistavena děla namířená na Cerhovice. Samotná akce příslušníků gestapa u pivovaru proběhla večer téhož dne. Následující líčení událostí je založeno na neověřeném souhrnu informací. Údajně byl v tento den Čeněk Šillinger z úředních důvodů v Praze a do Cerhovic se vracel vlakem. Po cestě se k němu dostala informace, že je vysoká pravděpodobnost, že se doma střetne s příslušníky gestapa. Proto jel vlakem až do Zbiroha, kde ho čekal František Peltán (alias Karel Zeman), který přijel na kole a vzal druhé i pro Šillingera. Odjeli spolu domů, kde začali pálit nějaké dokumenty. Zanedlouho Šillinger za okny zpozoroval několik příslušníků gestapa pokoušejících se dostat k němu domů. Strhla se přestřelka mezi Šillingerem a Němci, Šillinger jich několik postřelil a pravděpodobně jednoho i zastřelil. Šillinger se poté s Peltánem dali na útěk do pole směrem k Drozdovu. Do všeho se vložil Šillingerův bernardýn uvázaný u boudy. Němci ho pustili a ten se vydal po stopě svého pána. Němci začali pálit do pole a zanedlouho Šillingera postřelili. Ten poraněný lehl do pole a slyšel, jak se k němu jeho pronásledovatelé blíží. Radši než padnout do spárů gestapa spáchal Šillinger sebevraždu tím, že se střelil do hlavy. Šillingerova manželka Bohdana byla ještě téhož dne zatčena a o tři dny později zastřelena v Praze v pankrácké věznici. Několik následujících dnů se v Cerhovicích neslo ve znamení strachu, jestli městečko neskončí stejně jako ve velmi blízké minulosti skončily Lidice nebo Ležáky.
Cerhovickou školu vojáci opustili 6. května 1945, kdy dobrovolně odjeli. Tím se však Cerhovice Němců nezbavily, jelikož tudy po skončení války projížděli zpět do Německa. Dne 10. května v Cerhovicích proběhl velký masakr procházejících Němců. Někteří byli zabiti na místě a ostatní byli nacházeni mrtví kolem cesty do Kařeza.

### Poválečná doba
V době komunismu plynul život v Cerhovicích poklidně bez zvláštních událostí. Roku 1960 se konala revitalizace krajů a okresů a Cerhovice tak začaly spadat do Středočeského kraje. Okres Hořovice byl zrušen a obec tak připadla okresu Beroun. Roku 1980 byly Cerhovice spojeny v jednu obec se Třenicí.
Dne 12. dubna 2007 byl Cerhovicím obnoven status městyse.

## Demografie
| 1869 | 1880 | 1890 | 1900 | 1910 | 1921 | 1930 | 1950 | 1961 | 1970 | 1980 | 1991 | 2001 | 2011 |
| ---- | ---- | ---- | ---- | ---- | ---- | ---- | ---- | ---- | ---- | ---- | ---- | ---- | ---- |
| 1388 | 1335 | 1134 | 1129 | 1149 | 1148 | 1091 | 987  | 1034 | 886  | 1009 | 963  | 932  | 1079 |

## Obecní správa

### Části městysu
- Cerhovice (k. ú. Cerhovice)
- Třenice (k. ú. Třenice)

Sousedními obcemi sídla jsou Zbiroh, Týček, Líšná, Kařez, Újezd, Záluží a Drozdov.

### Územněsprávní začlenění
Dějiny územněsprávního začleňování zahrnují období od roku 1850 do současnosti. V chronologickém přehledu je uvedena územně administrativní příslušnost obce v roce, kdy ke změně došlo:
- 1850 země česká, kraj Praha, politický okres Hořovice, soudní okres Zbiroh[6]
- 1855 země česká, kraj Praha, soudní okres Zbiroh
- 1868 země česká, politický okres Hořovice, soudní okres Zbiroh
- 1921 země česká, politický i soudní okres Hořovice
- 1939 země česká, Oberlandrat Plzeň, politický i soudní okres Hořovice[7]
- 1942 země česká, Oberlandrat Praha, politický okres Beroun, soudní okres Hořovice[8]
- 1945 země česká, správní i soudní okres Hořovice[9]
- 1949 Pražský kraj, okres Hořovice[10]
- 1960 Středočeský kraj, okres Beroun
- 2003 Středočeský kraj, obec s rozšířenou působností Hořovice

## Školství
První kamenná škola o níž jsou záznamy, byla zřízena v blízkosti kostela v domě s čp. 61. První zmínka o tomto domě pochází z roku 1731, kdy se měl bourat. Byl však nakonec opravena a později začal sloužit jako škola. Jeho prostory však přestaly brzy vyhovovat a tak byla zřízena škola nová. Vystavěna byla v roce 1821 za městem u silnice na Žebrák. Vybudována byla jako dvoutřídní, ale vyučovalo se pouze v jedné třídě, jelikož obec neměla peníze na plat pro druhého učitele. Mnozí tak vyučovali soukromě, mzdou jim byla povětšinou strava. Později se začalo učit i ve druhé třídě. Dětí však přibývalo a roku 1863 byla přistavěna třetí třída a dvě světnice jako byt pro učitele. Další rozšíření se konalo roku 1875. V témže roce padl v zemské školní radě návrh na přístavbu páté třídy. Ke škole nic přistavováno nebylo, jako pátá třída byla pronajata místnost v domě s čp. 78. Roku 1888 byla navržena stavba nové školy, nicméně z finančních důvodů z ní sešlo. Debata o přístavbě se znovu otevřela roku 1896, avšak jednání se táhla dlouhá léta. Situace byla vyřešena výstavbou školy v Drozdově roku 1905. Okresní školní rada ovšem i tak shledala cerhovickou školu jako nedostačující a roku 1909 vyzvala Cerhovice postavit školu novou. Cerhovická školní rada se 14. července 1913 definitivně usnesla, že postaví novou školní budovu. Celý proces zbrzdila válka, a tak byl základní kámen položen až roku 1923. Do něj byla o rok později vložena pamětní listina sepsaná tehdejším ředitelem školy Ondřejem Votrubou. Listina je v kameni zazděna v měděné schránce. Na výstavbu školy byl vypsán konkurz, na jejímž základě byla stavba zadána architektu Františku Tomiškovi za cenu 700 000 korun. Stavba byla dokončena koncem roku 1924. 12. ledna 1925 byla zkolaudována. Fungovat začala 1. září 1925. Nová škola byla na svou dobu velmi moderní. 31. května 1926 byl před školou odhalen památník padlým v první světové válce. Stará škola byla v roce 1927 přestavěna na sokolovnu.
V období druhé světové války se v Cerhovicích opět učilo často v pronajatých soukromých místnostech, protože ve škole byli ubytováváni němečtí vojáci. Roku 1947 byly před školou vysazeny lípy vděku na památku manželů Šillingerových, kteří se stali oběťmi nacistického odboje. Pamětní deska informující, že lípy byly vysazeny z tohoto důvodu byla instalována až v roce 1945. Po válce byla budova školy řádně vyčištěna a zmodernizována. Hned v poválečných letech bylo péčí národního výboru i zaměstnanců školy přebudováno celé osvětlení, zařízeno ústřední topení, na školní zahradě vyhloubena vlastní studna. I v dalších letech doznala škola značných změn. Byl proveden rozvod vody v celé školní budově, ve všech třídách položeny parkety a staré škamny nahrazeny novým pěkným nábytkem, tělocvična vybavena novým tělocvičným nářadím, kabinety obohaceny moderními učebními pomůckami a provedena celá řada různých úprav a vylepšení (splachovací záchody, zářivkové osvětlení apod.). V jubilejním roce 1975 proběhla výměna oken a rekonstrukce fasády. Poslední rekonstrukcí škola prošla v letech 2009–2010, kdy proběhla opět rekonstrukce fasády.

## Společnost

### Spolky a sdružení
- Sbor dobrovolných hasičů – První pokus o ustanovení hasičského sboru v obci se konal roku 1872 v rámci snah o založení hasičsko-sokolské jednoty. Ta si koupila novou stříkačku „čtyřku“. Jednak stará již nestačila, a jednak bylo třeba zakrýt vlastenecké cíle tohoto spolku před rakouskou vládou. Činnost této organizace byla po třech letech ukončena. Hasičský sbor jako takový byl založen roku 1886 na základě schůze svolané tehdejším starostou Karlem Ackermannem, který také průběh celé schůze řídil. Na schůzi se sešlo 31 občanů a všichni se stali prvními členy právě založeného sboru dobrovolných hasičů v Cerhovicích. Členy sboru byli nejen cerhovičtí občané, ale i drozdovští a třeničtí. První zásah sboru se konal 16. prosince v Újezdě na návsi u obuvníka Jana Hrdličky. Zásah byl úspěšný. Sbor byl poté oceněn patnácti zlatými. První českou vzájemnou pojišťovací společností v Praze. Příjem hasičům plynul i z různých darů a členských příspěvků. Zakládající člen platil 5 zlatých ročně a přispívající člen 1 zlatý a 20 krejcarů. Další finance získával sbor prostřednictvím pořádaných zábav. První se konala 16. ledna 1887 v sále radnice. Čistý výnos této akce byl 35 zlatých a 90 krejcarů. Počet členů se neustále zvyšoval a během roku se sbor stal členem Ústřední zemské hasičské jednoty v Praze a současně se přihlásil za člena Hasičské župy Podbrdské. V tomto roce sbor zasahoval asi u sedmi požárů a to v Chlustině, Siré, v Točníku, ve dvoře Sokolovice u Komárova, v Záluží a v Cerhovicích na Dražkách. Majetek sboru se také zvětšoval, takže mu v roce 1889 byla na vlastní žádost přidělena kůlna za radnicí, která dříve sloužila jako zbrojnice. Do té doby měl sbor místnost pod kostelem, která však právě začínala být pro potřeby sboru malá. 16.2. 1892 zemský výbor povolil pro Cerhovice dotaci ve výši 110 zlatých na zakoupení nové stříkačky. Novou stříkačku však sbor získal až 17. března 1895, a to v ceně 785 zlatých od firmy R. A. Smekal z pražského Smíchova. Současně se stříkačkou bylo zakoupeno i 20 metrů hadic. Postupem let se sbor začal dožadovat vlastní zbrojnice. Té se dočkal v roce 1908, kdy byly získány prostředky ke stavbě. Zbrojnice se vystavila na místě vyhořelých masných krámů vedle podloubí na náměstí. Slavnostní otevření proběhlo 27. října 1908. Léta plynula, sbor úspěšně fungoval, mimo hašení požárů pořádal oslavy kulatých výročí i jiné zábavy. V roce 1933 si pořídil novou motorovou stříkačku za 33 000 Kč, čímž odpadla dřina s ručním čerpáním vody. V roce 1951 komunistické Ministerstvo vnitra rozpustilo organizaci Sbor dobrovolných hasičů a ustavilo novou organizaci zvanou Sbor protipožární ochrany, sbor se přejmenoval na Místní jednotu Československého svazu požární ochrany. Roku 1959 byla požární zbrojnice přestavěna a slavnostně znovuotevřena. V těchto místech bez velkých změn stojí dodnes.
- Ochotnické divadlo – V Cerhovicích se divadlo pravděpodobně hrálo již od poloviny 70. let 19. století, ale až dokument z 21. února 1889 tuto činnost potvrzuje ustavením divadelní komise. Na počátku 20. století vznikl divadelní soubor J. K. Tyl, roku 1921 vznikl další divadelní spolek zvaný Dramatický spolek. Ten hrál v hotelu Železité lázně a zaměřoval se především na zpěvohry a operety. Spolek hrál až do druhé světové války, kdy se v hotelu zřítil strop. Každý spolek ročně sehrál až 20 her a k tomu mnoho dalších kabaretních večerů. V době první republiky v Cerhovicích hrál občas i dramatický odbor Sdružení katolické mládeže. Zvláštním odvětvím bylo loutkové divadlo, které v Cerhovicích provozoval po první světové válce učitel Jaroslav Mráz, který společně s učitelským sborem hrál představení pro děti; nejdříve ve školní kreslírně a později v tělocvičně. V době okupace byla činnost pozastavena, po válce znovu obnovena, v roce 1953 přestěhována do mateřské školy a postupně zanikla. Roku 1945 došlo ke sloučení souborů J. K. Tyl a DJT. Sdružení katolické mládeže po válce obnoveno nebylo. Později se divadlu občasně věnoval třeba i místní hasičský sbor, dramatický odbor Sokola a Český svaz mládeže
- Čtenářská beseda – Ustavena byla roku 1890. Po založení měla 23 členů s členskými příspěvky 20 krejcarů na rok, z nichž byly nakupovány nové knihy. „Úvodní ustanovení bylo, že „se každému půjčí najednou nejvýše 2 knihy a to jen vázané. Člen ručí za hrubší porušení knihy a zvláště nemá práva v knize poznámky činiti. Kniha se může podržeti nejdéle do 14 dní. Prvním knihovníkem byl Špírek, člen výboru čtenářské besedy. Půjčovalo se na radnici.“[12] Na konci roku 1890 knihovna vlastnila 110 knih a 9 svazků vázaných časopisů. Průměrně přibývalo 90 knih ročně, v roce 1900 jich měla knihovna 889 a předplácelo se 9 časopisů. Další rozvoj knihovny již nebyl tak prudký. Počet členů sice stoupal až do první světové války, ale během válečných let o četbu nebyl zájem. V době meziválečné byla knihovna obnovena, a to v místnosti propůjčené hasičským sborem. Další útlum přinesla další válka, kdy byla většina knih zabavena a o zbylé neměl nikdo zájem. Knihovna byla zřízena na radnici, kde funguje dodnes. V roce 1975 knihovní fond čítal 2767 svazků a místní knihovna měla 102 členů.

- Sokol – Prvopočátkem sokolské činnosti v Cerhovicích byla Hasičsko-sokolská jednota vzniknuvší v roce 1872, která se ovšem po třech letech své existence rozpadla. Sokol jako takový byl v Cerhovicích založen roku 1906. Pravděpodobně v roce 1906 se v obci konal Župní slet sokolský. Sokol měl značný počet cvičenců a začala se naskýtat otázka, zda by se nevyplatilo postavit sokolovnu. Problém byl nakonec vyřešen v roce 1926 koupí a přestavbou budovy staré školy. Jako sokolovna byla slavnostně otevřena roku 1927. V období první republiky se sokol věnoval především sportovním činnostem. Na vzestupu byl tehdy fotbal a 27. listopadu 1929 byl založen fotbalový klub Union Cerhovice fungující dodnes. Roku 1932 bylo vystavěno u nové školy fotbalové hřiště, které se taktéž používá dodnes. Rok po ukončení války vznikl v Cerhovicích hokejový klub, taktéž pod záštitou sokola a taktéž dodnes fungující. První hokejovou plochou se stal pivovarský rybník u Šillingerova pivovaru, v roce 1960 bylo vybudováno za sokolovnou hokejové hřiště.

### Sport
- Fotbal – Fotbalový klub Union Cerhovice byl založen 27. listopadu 1929 v hostinci Na Růžku. Červenobílé dresy (košile) pro hráče ušila Věra Špottová. Pro hraní fotbalu byl ovšem potřeba pozemek, kde by se tato činnost dala provozovat. Prvním místem byl plac u hotelu Bouchalka. Dalším pak místo zvané „U lavičky”. Regulérního fotbalového hřiště se Union dočkal v roce 1932. Hřiště je dodnes na témže místě. Mimo fotbalového klubu sloužilo i pro školní mládež a jiné sportovní aktivity. Slavnostní projev při otvírání hřiště pronesl Vojtěch Špott (jeden ze zakladatelů Unionu) a čestný výkop provedl továrník Josef Červenka. V letech 1938–1941 si kluby domlouvaly pouze přátelské zápasy, soutěž se nehrála. V roce 1941 byl zvolen nový výbor klubu, jeho mecenášem byl tehdy Stanislav Matoušek. Od r. 1941 hrál Union IV.A třídu, za zápasy se jezdilo např. do Strašic, Olešné, Siré, Podmokel, Zaječova, Terešova atd. Další výbor byl zvolen r. 1944. Stanislav Matoušek byl jmenován čestným předsedou klubu. Na období ve válce a těsně po ní vzpomíná jeden z hráčů, Miloslav Bulín, takto: "Hráči neměli ani dresy ani kopačky, a hrát fotbal chtěli. Pan Kučera měl v Praze, kde pracoval, známosti a povedlo se mu sehnat staré kopačky, protože nové v té době sehnat nešlo. Některé byly o dvě i tři čísla větší, ale vycpali jsme si špičky novinami a už se hrálo. Dresy jsme měli nové, bílé a upletl je pan Karásek v Pětidomí z příze, kterou na tento účel věnoval továrník pan Stanislav Matoušek. Po roce 1946, po provedené reorganizaci území, hrálo naše mužstvo soutěž na Příbramsku. To už bylo na dojíždění na kolech daleko, tak nás vozil na zápasy pan Tuček z cihelny ve Zbiroze na svém náklaďáku. Později jsme jezdili autobusem z Komárova. V letech 1951–1953 se upravovala plocha hřiště, byl vyrovnán povrch a položen nový trávník. V letech 1953–1960 hrálo mužstvo nejnižší soutěž na okrese. Byla to léta, kdy se u nás kopané nedařilo, přesto že hráčská základna byla veliká. Největšího úspěchu dosáhlo družstvo dorostenců,když v letech 1957–1958 postoupilo do krajského přeboru. V roce 1967 postoupila A mužstvo do III.třídy. V následujícím roce bylo mužstvo doplněno hráči z dorostu a podařilo se jim postoupit do okresního přeboru. V sezoně 1969–1970 postoupilo mužstvo o další soutěž a to do I.B třídy krajského přeboru. To byla také nejvyšší soutěž kterou kdy naše první mužstvo hrálo. V I.B třídě jsme sehráli ještě sezonu 1970–1971 a potom sestoupili zpět do okresního přeboru. V současnosti má Union A-tým a B-tým, mladší žáky, mladší přípravku a starší přípravku. A tým v současnosti (tj. sezona 2017/2018) hraje I.A třídu Středočeského kraje.
- Hokej – Hokejový klub v Cerhovicích vznikl roku 1946. Nejdřív se hrály jen přátelské zápasy třeba proti Třenici nebo Drozdovu, o rok později ale výbor sokola uvolnil prostředky pro nákup hokejové výzbroje. Hrací plocha byla vybudována na rybníku u Šillingerova pivovaru. Záznamy o založení oddílu bohužel chybí, stejně tak o budování kluziště za sokolovnou, to probíhalo v letech 1953–1956. Zápisy o klubu pocházejí až z roku 1969. V současnosti (tj. sezona 2017/2018) cerhovický hokejový tým nefunguje. Hrál až do té předchozí Středočeský meziokresní přebor, nicméně poměrně neúspěšně, tým se umisťoval zpravidla na předposledním místě. Domácím stadionem byl zimní stadion v Hořovicích.
- Házená – O házené zřejmě neexistují žádné písemné dokumenty a hráči dnes již nežijí. O házené v Cerhovicích se tedy ví jen to, že se zde hrála a to od první republiky přes první světovou válku až zhruba do roku 1955. Pak tato činnost upadla pro nedostatek zájmu.

## Hospodářství a infrastruktura
V Cerhovicích nebyl nikdy žádný větší průmysl. Podmínky pro jeho vznik byly prakticky ukončeny v době, kdy byla postavena západní dráha. Naděje na hospodářský rozvoj našeho městečka spojována s vybudováním dráhy byla zlikvidována tím, že byla železnice odkloněna od naší obce směrem na Hořovice. V Cerhovicích však byla celá řada schopných a pracovitých lidí. Rozvoj řemesel a živností navíc podněcovala jejich poloha a četná královská privilegia. V Cerhovicích odedávna žili společně zemědělci i řemeslníci. Přestože žádný velký zemědělský statek v obci nikdy nebyl, žilo zde několik sedláků s velkou výměrou pozemků. Řemesel je v Cerhovicích zaznamenáno mnoho: hrnčíři, pekaři, kováři (těch zde bylo obzvlášť hodně), krejčí, ševci, zedníci, tesaři, cihláři, truhláři i jiní. Řemeslníci se sdružovali v cechy, ty ovšem byly v 19. století zrušeny a nahradil je živnostenský spolek.
Cerhovice měly od roku 1516 privilegium od Vladislava II. Jagellonského ke konání trhu každé úterý. K němu byl povolen jeden výroční trh první čtvrtek v postě a dalších 8 dní. Od roku 1793 se konaly výroční trhy tři, od roku 1818 čtyři a od roku 1903 jich bylo ročně dokonce šest. Na trzích se vždy sešly tisíce lidí z okolí. Podle dostupných pramenů se trhy konaly ještě za první republiky.

### Řemesla
V Cerhovicích bylo řemeslníků opravdu hodně, jedním z častých řemesel bylo pekařství. Existuje zmínka z roku 1870 o pekaři Josefu Hermanovi. V roce 1872 si podal žádost o povolení k výstavbě pece Jan Kučera z čp. 110. Povolení získal a pekl ještě v roce 1885. Další záznamy o něm však neexistují. Další zmínky o pekařích jsou z roku 1872 v souvislosti s Josefem Mottlem z čp. 146 a z roku 1877 v souvislosti s Matějem Zemanem v čp. 6. V době první republiky fungovaly v Cerhovicích pekárny dvě. V čp. 9 ji provozoval pan Václav Procházka. V tomto domě se peklo od roku 1893, kdy zde s pekařským řemeslem započal Antonín Šlambora, rok po něm Petr Rubeš. Po Procházkovi ji později převzal p. Záhrobský a pekárnu provozoval až do roku 1952. Druhá pekárna fungovala v čp. 65 a patřila p. Krumphanzlovi. Pekárna fungovala až do roku 1951. V Cerhovicích pracovala také řada truhlářů. Nejvýznamnější truhlárny fungovaly v čp. 17 a 30. V čp. 11 provozoval Václav Hošek zámečnictví. Prováděl však i opravy strojních zařízení, jízdních kol, motorových vozidel, šicích strojů a mnoha dalších zařízení. Od 5. ledna 1930 také provozoval benzínovou stanici.
V Cerhovicích fungovala i dvě pilníkářství, řemesla dnes již neexistující. Starší pilníkářství bylo založeno roku 1871 a provozoval jej Karel Slavík. Pan Slavík postupně měl až pět zaměstnanců a nejednoho člověka pilníkářství vyučil. Z dochovaných dokumentů lze usuzovat, že pilníkářství bylo docela výnosné řemeslo. Pan Slavík však neprovozoval jen pilníkářství, ale v domě čp. 171 měl agregát na výrobu elektřiny. Šlo o stejnosměrnou síť a jejím prostřednictvím po roce 1900 osvětloval Cerhovice. Poté začal instalovat i žárovky do domů a Cerhovice tak byly první obcí ve svém regionu, kde fungovalo elektrické osvětlení. Od roku 1922 provoz zajišťoval Západočeský elektrárenský svaz. Druhé pilníkářství fungovalo v čp. 60 a provozoval jej Josef Žihla.
Dále v městečku provozoval Ludvík Sládek obuvnictví, další zaznamenaní obuvníci jsou např. Jan Čejka, Jan Pánek, Vojtěch Tejček a další. Nejstarší dochovaný záznam o obuvnické činnosti pochází z roku 1869. Karel Kára provozoval sedlářství. Obec měla i zvěrolékaře Václava Vozáka. Jeho potomci se veterině věnují dodnes, ovšem přesunuli se do Zbiroha. V Cerhovicích fungovalo i zahradnictví, které provozoval Antonín Suttr, který se řemeslu vyučil na zámku v Průhonicích. V dobách komunismu zahradnictví provozovalo JZD, po revoluci bylo Suttrovým navráceno a funguje dodnes. Josef Kymlička provozoval bednářství, ve Třenici je po něm pojmenovaná ulice. Kominictví provozovala Františka Škrdlantová. V roce 1869 provozoval Václav Kučera jirchářství. V městečku existovalo i kloboučnictví, košíkářství, cihlářství, hrnčířství a možná i další provozovny.
Obchodů fungovalo v Cerhovicích v průběhu historie také mnoho. Ze sledovaného období asi nejznámější obchod provozoval pan Karásek, u nějž se dalo sehnat všechno, jelikož co neměl, to ochotně objednal. Konkurentem mu byl František Záhrobský, který provozoval totéž. V Cerhovicích existovala také prodejna bot Baťa, fungoval zde obchod s textiliemi, 2 řeznictví, byla zde mlékárna, vyhlášená drogerie vedená Vladimírem Remešem, galanterie, několik hokynářství a koloniálů, cukrárna, několik krupařství, obchod s peřím, obchod s porcelánem a další obchody. O existenci některých z nich se ví jen ze starých pohlednic, avšak už není dohledatelné, s čím obchodovaly.
Během sledovaného období existovalo v Cerhovicích asi 7 hospod. Největší z nich byla hospoda U Záhrobských v domě čp. 25. Jmen měla hospoda několik. Jako jediná se dochovala dodnes; jde o dnešní Motorest. Další hospoda stála na místě, kde dnes stojí budova Jednoty resp. Coopu. V radničním domě fungovala restaurace, jedním z nájemců byl i František Mayer. Nejhonosnější restaurace byla v hotelu Železité lázně.
V Cerhovicích má dlouhou tradici kovářství. Řemeslo se dědilo z otce na syna. Hořovické panství poté i dalo zřídit tzv. Scheidewerk v komárovských železárnách, kde se připravovalo řezané železo pro okolní malovýrobce. Přibližně v roce 1880 začalo cvočkařství upadat a mnoho kovářů se odstěhovalo jinam za prací. Někteří kováři přešli k tzv. cihličkářství; kovali železné žehličky, které se kovaly na plotně. Tato práce však neměla dlouhého trvání, jelikož zanedlouho v Hořovicích vznikla továrna na žehličky, jíž místní kováři nebyli schopni konkurovat. V čp. 98 byl schválen roku 1890 provoz kovárny panu Václavu Blahovcovi. Ten zde působil po dobu deseti let a poté dům prodal panu Svobodovi, který byl taktéž kovář. Hned vedle v čp. 109 působil Josef Hošek a později p. Beneš. Beneš a Svoboda jsou v Cerhovicích vedeni ještě v roce 1938. Někdy okolo roku 1880 fungovala kovárna i v čp. 151, což je dům hned vedle domů již zmíněných. Stály zde tři kovárny vedle sebe a čtvrtá fungovala naproti těmto třem; v té podnikal kovář Čapek. Další kovárna fungovala v čp. 130, kde působil Josef Novák přezdívaný Kalvas. Před tímto domem údajně stávala hrušeň, k níž prý byli přivazováni koně ke kování. Další kovárny fungovaly v čp. 44 a 148. Činnost kovářskou provozoval po neurčitou dobu od roku 1947 i Josef Holman. Kovárny pánů Svobody a Beneše už tou dobou nefungovaly.
19. století bylo na Podbrdsku hojně rozšířené cvočkařství a nejinak tomu bylo i v Cerhovicích. Rozšířené bylo též velmi kovářství; kováři železo na cvočky zpracovávali. Vše se vyrábělo podomácku a ani jedno z řemesel nebylo moc výnosné, na práci cvočkářů i kovářů bohatli především překupníci. Docházelo proto i k četným vzpourám, nejznámější proběhla roku 1866 v nedalekých Hostomicích. Později o ní psal i Jan Neruda. Výroba cvočků postupně upadala s příchodem továren a velkých podniků v okolí, až zanikla úplně.

### Závody
- Matouškova provazárna – Matouškova provazárna byl významný cerhovický podnik. Jeho počátek se datuje do roku 1892, kdy bylo 29. října Janu Matouškovi vydáno povolení pro provoz provaznické živnosti. Tu provozoval v domě s čp. 45. V desátých letech následujícího století převzal provaznictví jeho syn Stanislav Matoušek. „Roku 1919 závod rozšířen a zdokonalen zavedením speciálních strojů k samočinnému předení a šňůrování vlastní konstrukce. Do r. 1926 byly hlavním výrobkem provaznické potřeby pro hospodářství, jako prostraňky, opratě, vazáky, provázková povřísla, šňůry na prádlo atd.“[14] V této době firma zaměstnávala asi 22 dělníků. Jugoslávské konopí si firma nechala dovážet přímo z Jugoslávie, italské konopí odebírala od firmy působící v Praze, která nakupovala konopí z Itálie, a od mnichovské firmy, která vlastnila v Itálii vlastní plantáže a čistírny pro pěstování konopí. Jutová příze byla odebírána ze závodů v severovýchodních Čechách. Matouškovo provaznictví velmi dobře prosperovalo až do nástupu komunismu, který slavnou historii firmy velmi rychle ukončil; 26. února 1948 byla znárodněna. Národním správcem byl ustanoven Josef Švarc, o několik dní později ho vystřídal Josef Hroch a v továrně byla ustavena firma Juta.

- Hračkárna Pospíšil – Hračkárna Pospíšil byla založena v roce 1912. Vyráběly se zde soukenné panenky, koníci, medvídci, sloni a jiné hračky. Pospíšilovy hračky byly velmi oblíbené nejen u nás, ale i v zahraničí. Podnik zaměstnával asi 40 dělnic z Cerhovic a okolí. Kde se v Cerhovicích výrobna nacházela se neví. Okolo roku 1929 se podnik přestěhoval do Rokycan.
- Delfi – V Cerhovicích fungoval i závod na výrobu polévkového koření, a to pod značkou Delfi. Provozoval jej pan Evžen Zpěvák v domě čp. 158. Sem se patrně přesídlil, protože existují záznamy, že koření původně vyráběl v čp. 40. Zpěvák měl zkušenosti s touto výrobou z podniků v Praze a Vídni. Odběrateli jeho zboží byly potravinářské obchody a restaurace. Hlavní odbytiště měl Zpěvák v Praze, Plzni a Karlových Varech. Firma zanikla roku 1949, již pod vedením syna Vladimíra v roce 1949 sloučením s firmou EME, pražskou továrnou vyrábějící pokrmové přísady.

### Pivovary

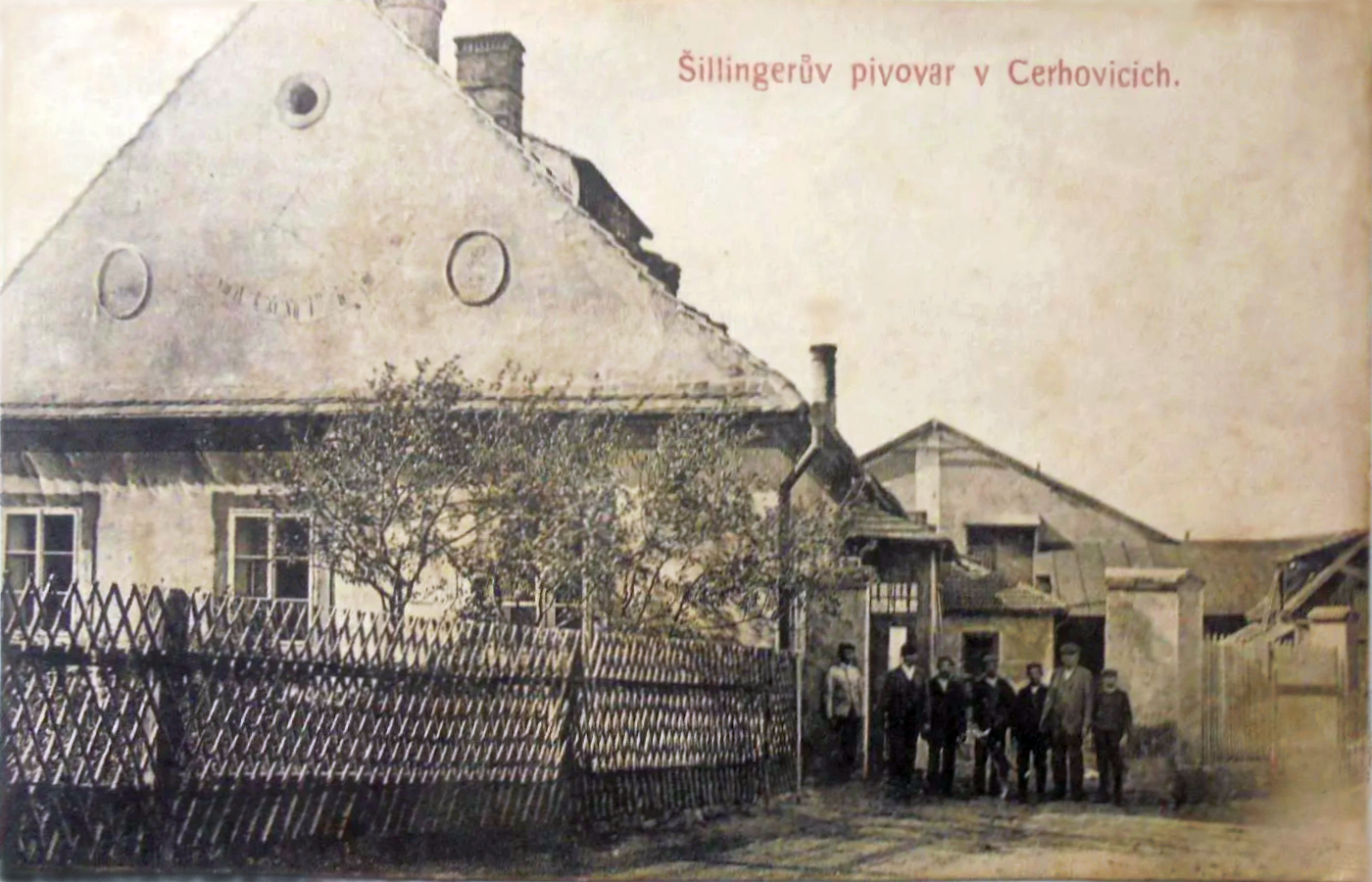
Šillingerův pivovar v Cerhovicích před první světovou válkou na dobové pohlednici

- Šillingerův pivovar v Cerhovicích před první světovou válkou na dobové pohledniciStarý (později Šillingerův) pivovar – Starý pivovar je nejstarší podnik v Cerhovicích. Vznikl již v roce 1516. Založen byl jako výsadní v době, kdy Cerhovice byly povýšeny na městečko. Pivovar vyhořel při velkém požáru roku 1678, ale jeho činnost to nezastavilo. Roku 1705 potvrdil Josef I. výsady udělené městečku v dávné minulosti a s tím pochopitelně i právo vařit pivo. Pivovar byl právovárečný až do roku 1886, kdy jej koupil Čeněk Šillinger, který všechna tato práva od všech vykoupil. Šillingerovi museli být vesměs podnikaví lidé. V archivech [Hendrich] našel doklady o pachtech (pronájmech) hostinců – třeba 28. června 1887 vydražil Čeněk Šillinger pacht restaurace radnice a ještě v tom samém roce dostal koncesi na hostinec na Doubravce (dnešní hotel a restaurace Bouchalka). V posledním desetiletí 19. století rostla výroba piva a v každé roční kampani se ho uvařilo víc než 5 000 hl. Rekordní výstav byl v kampani 1896–1897, a to 5 760 hl. V roce 1890 Čeněk Šillinger ohlásil na městský úřad, že ustanovil Františka Mayera za svého zplnomocníka.[15] Hendrichovi však odporuje Monografie Hořovicka a Berounska – v každé knize uváděn jiný rok odkoupení pivovaru Šillingerem a z knihy J. Hendricha vychází najevo, že po dobu éry Šillingerů vedli pivovar Šillingerové dva, oba Čeňkové. Zde ovšem opět oponuje Monografie Hořovicka a Berounska, kde je psáno, že „Roku 1876 přešel [pivovar] do vlastnictví Čeňka Šillingra, v jehož rodě se udržel, a je zajímavé, že nynější majitel je třetí z tohoto rodu a třetí Čeněk.“[14] Roku 1898 vznikl na druhé straně Cerhovic nový Mayerův pivovar a následoval tak útlum výroby. Od počátku 20. století do války se roční výstav pohyboval okolo 1 500 – 2 000 hl. Po válce prošel pivovar zejména technologickou rekonstrukcí a produkce piva opět vzrostla; ročně se uvařilo okolo 4 000 hl piva. Vařilo se světlé pivo „ale“ s nízkým obsahem alkoholu, pro stáčení do láhví se však vyrábělo i dvacetistupňové. Další druh piva vařený v Šillingerově pivovaru bylo tzv. zdravotní černé pivo Dobroděj. V roce 1917 Čeněk Šillinger zemřel a pivovar převzal jeho syn Čeněk Šillinger mladší. V Monografii Berounska a Hořovicka z roku 1928 se uvádí, že pivovar ročně vystavuje 4000 – 5000 hl piva a zaměstnává 6 – 7 lidí. Ve 30. letech 20. století v době hospodářské krize byl roční výstav cca 1 500 hl. Pivo bylo v té době dodáváno do sedmi hospod v Cerhovicích a okolí. Roku 1942 byl provoz pivovaru ukončen výměrem tehdejšího protektorátního ministerstva hospodářství. Tento výměr byl důsledkem odbojové činnosti Čeňka Šillingera, který byl zanedlouho poté zastřelen příslušníky gestapa (více vizte kapitolu Čeněk Šillinger v odbojové činnosti). Část objektu pivovaru od té doby chátrá, část tvoří obývaný obytný dům a v části pivovaru funguje firma Kovodružstvo.

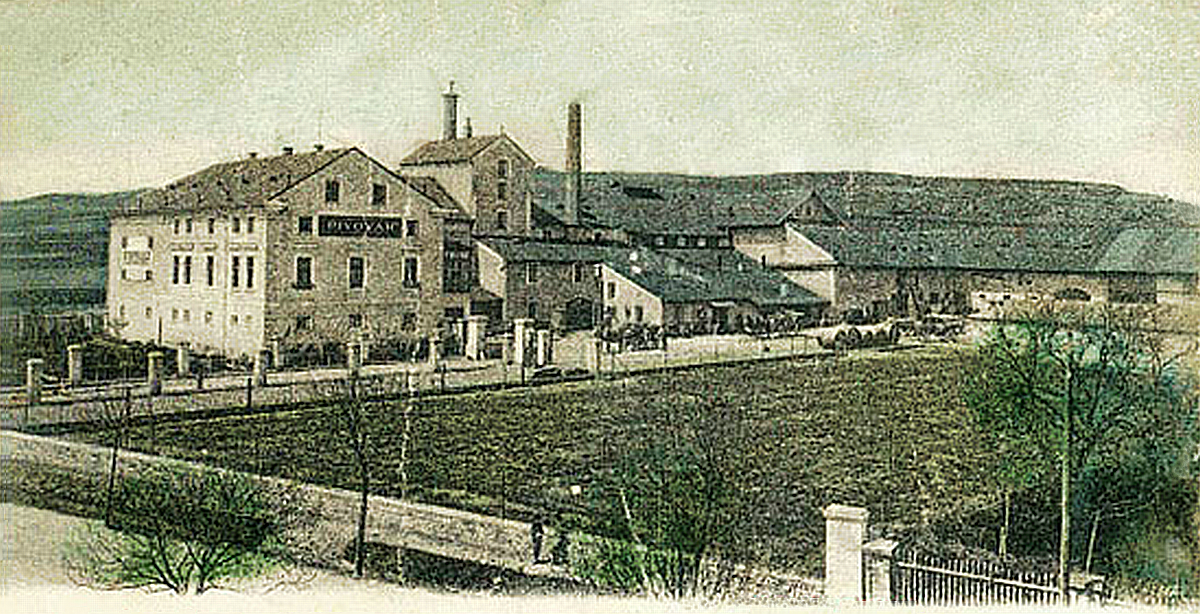
Mayerův (Meyerův) pivovar na kolorované pohlednici z doby před první světovou válkou

- Mayerův (Meyerův) pivovar na kolorované pohlednici z doby před první světovou válkouMayerův pivovar – Mayerův pivovar byl založen roku 1898, kdy se započalo s jeho stavbou. Provoz byl zahájen v březnu roku 1900; první pivo bylo uvařeno 19. března. Pivovar byl založen Františkem Mayerem, který předtím působil jako sládek v Šillingerově pivovaru a zároveň v té době působil jako cerhovický starosta. František Mayer měl s pivovarnictvím zkušenosti i z Německa, kde dříve vedl několik tamních pivovarů. Roku 1902 si Mayer pronajal hospodu v Mýtě, kam svoje pivo dovážel. Mayerův pivovar měl veliké výnosy piva; hned v první výrobní kampani se uvařilo 6053 hl piva, což bylo trojnásobně víc, než v konkurenčním Šillingerově pivovaru. Roku 1907 František Mayer umírá a na pivovar je vypsán konkurz. Pivovar připadl bratrům Karlovi a Ladislavovi Štěpánkovým, kteří však později prodali podíl Josefu Mayerovi, bratrovi Františka. Mayer se v roce 1913 osamostatnil úplně. V této předválečné době bylo dosaženo rekordního výstavu 7134 hl piva. Stejně jako v Šillingerově pivovaru došlo i zde během války k prudkému poklesu výroby, růst pivovar zaznamenává až v roce 1924, o pět let později se výše produkce skoro vyrovnává produkci předválečné. Od roku 1927 pivovar vedl syn Josefa Mayera Jaroslav Mayer.Pivovar poté prošel rekonstrukcí, součástí pivovaru byla i chladírna, sladovna a bednárna. Stroje byly poháněny moderními transmisními rozvody. Led se získával z vybudovaného pivovarského rybníka. Slad byl nakupován, a to zejména v Hořovicích, Žebráku a Točníku. Pivo, které se zde vařilo, byl obyčejný desetistupňový světlý ležák. Pivo se dodávalo do dvou hospod v Cerhovicích, dále pak do Drozdova, Třenice, Líšné a Zaječova. Zájem o něj byl však i v Berouně, Kublově nebo ve Strašicích, v Monografii Hořovicka a Berounska II z roku 1928 je psáno, že se pivo dováží i do hospod v těchto obcích. Tou dobou měl pivovar 14 zaměstnanců. Pokles výroby opět přišel na počátku čtyřicátých let a roku 1943 byl provoz pivovaru úplně zastaven. Objekt pivovaru byl v době totality využíván pro potřeby JZD. Dnes v něm sídlí truhlářská firma.

### Lázně
V Cerhovicích krátce existovaly i lázně. Hotel Železité lázně byl postaven v druhé polovině 19. století. Údajně byl velmi pěkně zařízený a hojně navštěvovaný. Stál nedaleko Mayerova pivovaru v Plzeňské ulici. Otomar Dvořák ve své knize popisuje, že kdybychom v době existence lázní šli po hlavní silnici směrem od Plzně, „po pravé straně cesty byla jakási travnatá náves s klenutými vjezdy do selských statků, vlevo pak ozdobný železný plot na vysoké podezdívce, oddělující lázeňský park. Hlavní vchod do areálu byl směrem od náměstí; tady stál patrový hotel v pseudobarokním stylu s mansardovou střechou. Do dřevěných lázeňských pavilonů byla přiváděna silně železitá voda z pramenů pod Třenickou horou, […] [která] byla svou účinností přirovnávána k františkolázeňské“. Lázně byly koupelového typu a hosté si zde léčili např. slabost, únavu, chudokrevnost nebo některé kožní a ženské problémy. „V nevelkém, avšak velmi pěkně zařízeném lázeňském parku se klikatily pískem vysypané cestičky mezi cizokrajnými stromy, keři a květinovými záhony s vodotrysky a odpočinkovými lavičkami, v dřevěném kulatém pavilonku vyhrávala promenádní hudba“.
Lázeňská éra však v Cerhovicích netrvala dlouho, na přelomu století se začala rychle projevovat finanční krize majitelů, kteří se velmi rychle střídali a lázně ukončily svou činnost s příchodem první světové války. Hotel fungoval dál. Vlastnil ho Josef Gruber a ve dvacátých letech ho koupil Čeněk Šillinger. Hotel měl funkci restaurace a tančírny. S nástupem komunismu hotel přestal fungovat a v bývalém lázeňském parku byl zřízen výběh pro prasata. Budova hotelu byla v 80. letech 20. století zbourána. Dnes je území, kde hotel kdysi stál, zastavěno novými obytnými domy.

### Pošta

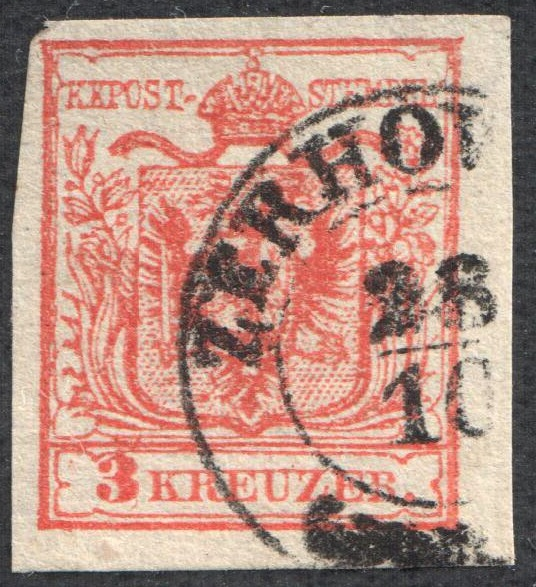
Známka oražená na cerhovické poště

Cerhovickou poštu lze považovat za velmi významnou, jelikož jde o jednu z nejstarších pošt v okolí. Neví se sice, kdy vznikla, ale nejstarší zmínka o ní pochází z roku 1612, kdy byl místním poštmistrem jakýsi Jan. V širším okolí je starší pošta už jen v Rokycanech, o níž je první zmínka z roku 1563 a v Plzni, kde je pošta ještě o 17 let starší než v Rokycanech. Další pošty v okolí vznikaly až později. Roku 1619 ve Zdicích, 1637 v Mýtě a až roku 1720 v Berouně. Roku 1622 byla aktivizována poštovní linie Praha – Zdice – Cerhovice – Rokycany – Plzeň. Po Janovi se stal poštmistrem jeho syn Tomáš. Ten poštu v roce 1625 odkázal Ferdinandu Pruknerovi z Gumberku. 24. srpna 1639 se poštmistrem stává Linhart Krecl. Měl jedinou dceru a ta se roku 1656 provdala za Jiřího Vilíma Betmana. Tím se dostala pošta do rukou rodiny Betmanů a setrvala v nich až do roku 1804, kdy byla pošta odprodána rodině Ackermannových. Těm patřila až do roku 1918. Nejvýznamnějšími poštmistry z této rodiny jsou Karel Ackermann, který byl současně i starostou Cerhovic, a jeho syn Richard Ackermann, který byl významný nejen pro Cerhovice; působil totiž jako intendant v Národním divadle. V novinovém článku otištěném v knize o Cerhovicích od Josefa Hendricha píše Petr Hořec následující: „Málokdo ví, že v Národním divadle existovala také funkce intendanta, […]. Jedním z nich byl také Richard Ackermann, cerhovický rodák, původním povoláním vrchní poštmistr, který vydatnou měrou ovlivnil události v naší Zlaté kapličce. […] O Richardu Ackermannovi vypráví ve své knize Nejen o sobě (vydalo nakladatelství Marvan) národní umělec Jaroslav Marvan a přibližuje čtenáři osobnost, která mohla mít nemalý vliv na vstup Jaroslava Marvana do Národního divadla […]. Že se tak nestalo, bylo věcí samotného Marvana.“ Podle Ackermanna je dnes pojmenovaná ulice vedoucí od náměstí do Újezda. Důležitost rodiny Ackermannů podtrhuje i rodinná hrobka, na níž je umístěna socha Josefa Myslbeka Padlý anděl.
Po roce 1918 se stávají poštovní instituce státním zřízením a nejsou již majetkem jednotlivce; místa poštmistrů i ostatních poštovních zaměstnanců obsazuje státní správa. Dům, v němž pošta fungovala, zůstal ve vlastnictví Ackermannových a poštovní instituce se tak po válce několikrát stěhovala do různých budov v Cerhovicích. Po druhé světové válce pošta odkoupila dům čp. 72, kde působí dodnes.

## Pamětihodnosti

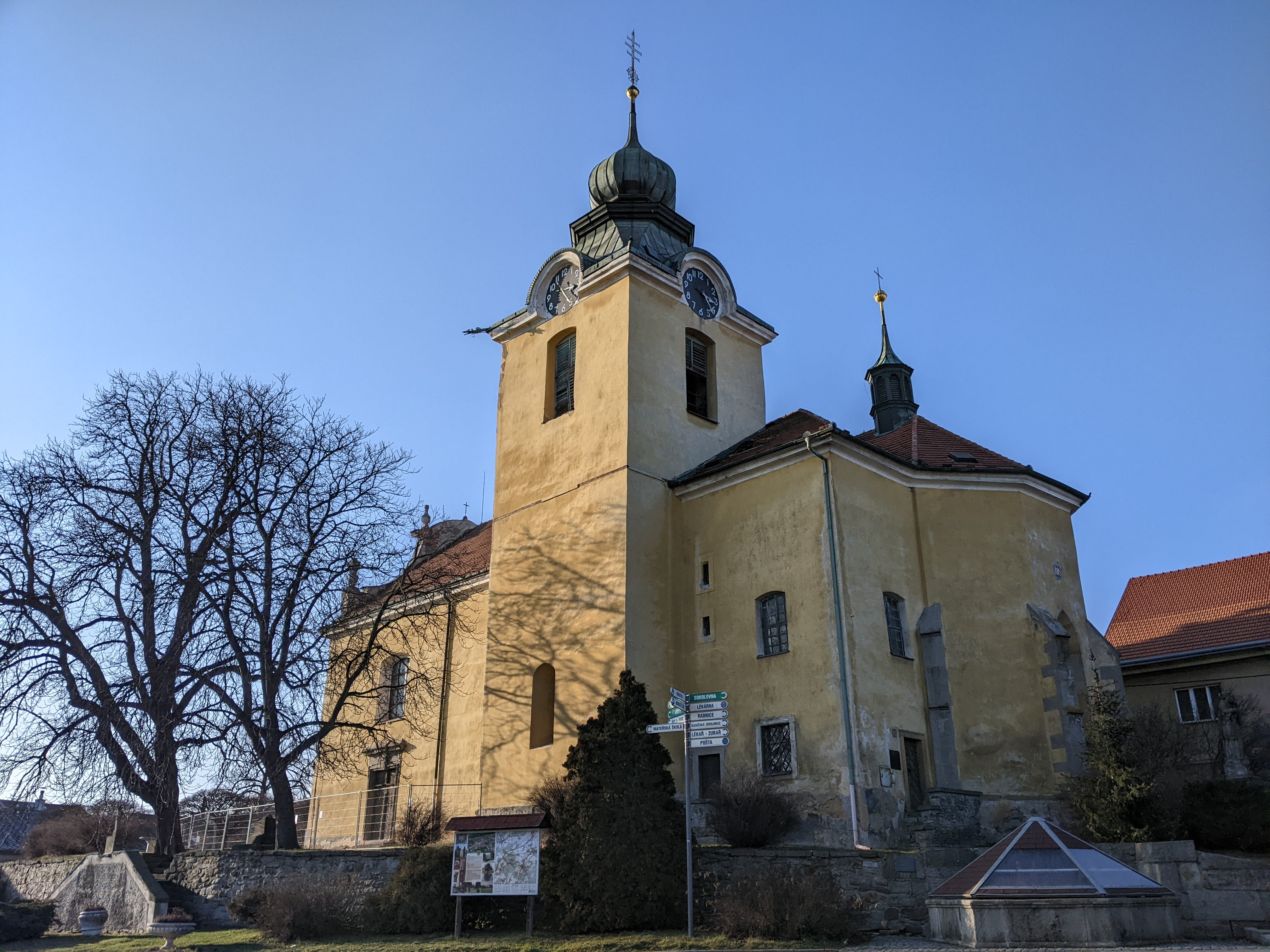
Kostel sv. Martina

- Kostel sv. MartinaKostel svatého Martina a škola – První zmínka o dřevěném kostele v Cerhovicích pochází z roku 1367, ale je zřejmé, že kostel zde stával již dříve. Dnešní podoba je z 15. století a po požáru v roce 1728 byl původně gotický kostel barokizován. Kostel byl vysvěcen roku 1825, kdy v něm působil Josef Vorel, který 11. května 1842 oddával ve zdickém kostele Karla Jaromíra Erbena. Další stavební úpravy proběhly v letech 1871 a 1948. Až do roku 2006 byl kostel farním, v současné době je filiálním ve farnosti Žebrák. Dle skutečnosti, že v Cerhovicích stál kostel a fungovala v nich i fara, se dá usuzovat, že se zde učilo už kdysi. První nepřímý důkaz o škole v Cerhovicích pochází z matričních zápisů o narozených, kde je uváděna jakási Ludmila, jako vnučka zemřelého Martina Polického, který byl v Cerhovicích 30 let kantorem. První písemná zpráva o učiteli a působení na škole v Cerhovicích pochází z roku 1756. Byla nalezena na desce varhan v cerhovickém kostele. Při opravě varhan v 19. století se sice deska ztratila, ale nápis byl již předtím přenesen do cerhovické kroniky.

- Morový sloup – Jde o torzo tří článků pilíře bez písma i bez výzdoby. Podle profilu článků a podle malých rozměrů může jít o hraniční sloup panství. Místu, kde se sloup nachází, se říká U Štátuje, (z latin. statua – pomník, socha). Morový sloup je jednou z hypotéz o vzniku sloupu mluví. Mor byl z Prahy do Cerhovic zavlečen údajně 14. června roku 1680, kdy z Prahy přivezen a na nocleh přijat primas pražských Židů Saschl a jeho doprovod.[19] Mor se rozšířil a postupně na něj začali někteří cerhovičtí obyvatelé umírat. Pohřbíváni byli za město, ale neví se přesně kam. Jedna hypotéza naznačuje, že to mohlo být u tohoto objektu, který by mohl být morovým sloupem. Další možností lokalizace pohřbů z této epidemie, je u dnešní hasičské nádrže pod lípou, pod níž je křížek. Další možností funkce sloupu je obyčejný patník bývalé císařské silnice. Stejně tak může jít o boží muka pro středověké poutníky, aby právě zde očistili své tělo od hříchů.
- Náhrobek rodiny Röthlingshöferovy
- přírodní památka Studánky u Cerhovic
- Památník obětem železničního neštěstí 1868
- Rozhledna Třenická hora

## Doprava

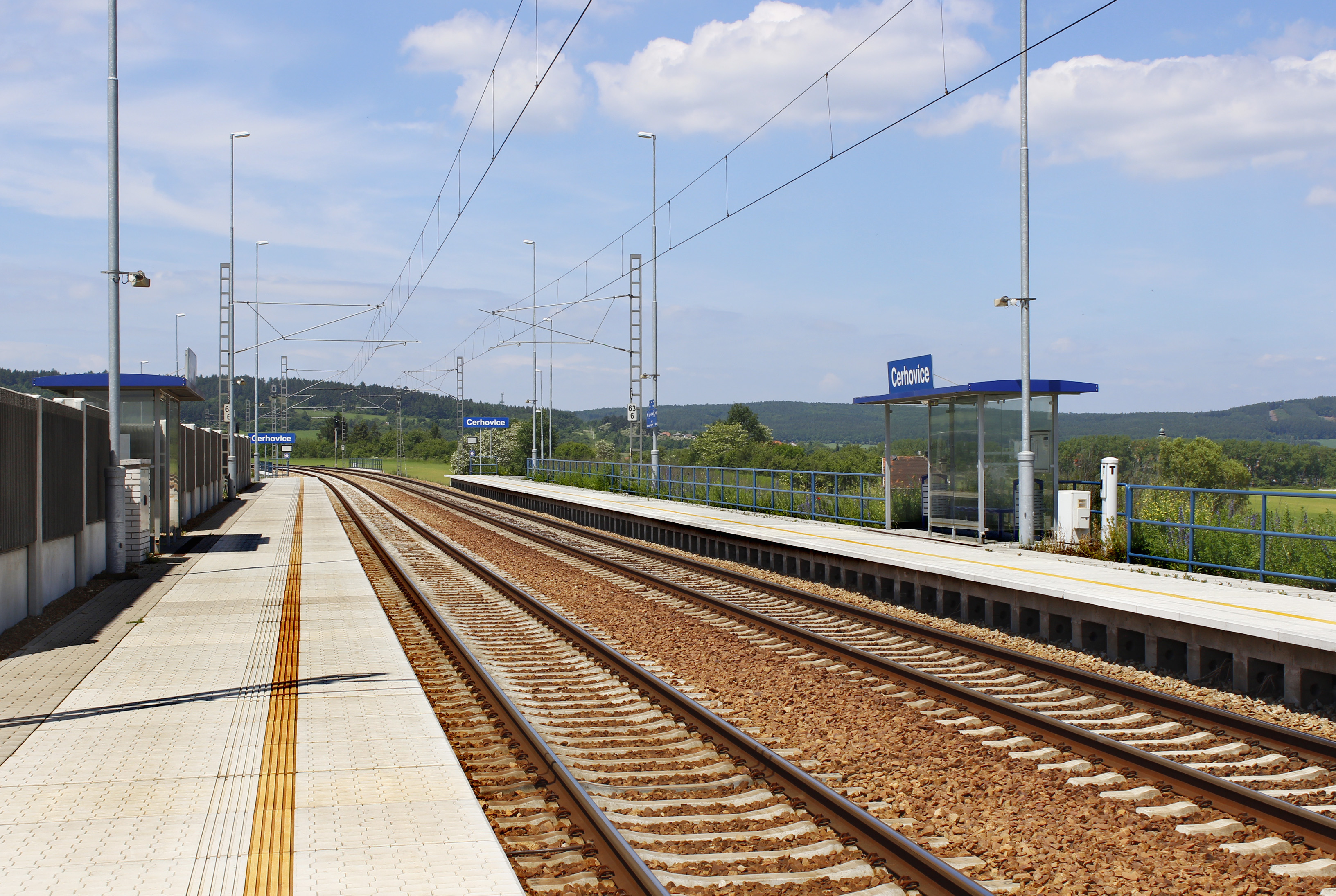
Železniční zastávka

### Dopravní síť
Městysem vede silnice II/605 Praha – Beroun – Plzeň – Rozvadov. Z území městyse vychází silnice II/114 Cerhovice – Hořovice – Hostomice – Dobříš – Nový Knín – Neveklov – Jírovice. Okolo městyse vede dálnice D5 s exitem 41 (Cerhovice). Do městyse dále vedou silnice III. třídy.

### Autobusová doprava 2024
Autobusovou dopravu v městysu Cerhovice zajišťuje společnost Arriva Střední Čechy. Městys je součástí Pražské integrované dopravy (PID). V městysu se nacházejí zastávky Cerhovice,hřbitov, Cerhovice,nám. a Cerhovice,škola. V Třenicích se nachází zastávka Cerhovice,Třenice a u železniční zastávky Cerhovice se nachází zastávka Cerhovice,žel.zast. Městysem vedou čtyři autobusové linky: 527, 547, 548 a 643. Linka 527 propojuje Komárov, Újezd, Cerhovice, Drozdov a Žebrák. Linka 547 spojuje městys s Kařezem, Kařízkem, Komárovem, Osekem a Hořovicemi. Linka 548 propojuje Praskolesy s Tihavou, Hořovicemi, Tlusticí, Zálužím, Cerhovicemi, Drozdovem, Týčkem a Zbirohem. Linka 643 propojuje Křešín, Felbabku, Podluhy, Hořovice, Záluží, Újezd, Cerhovice a Třenice.

### Železniční doprava 2024
Územím městyse prochází dvoukolejná elektrizovaná celostátní železniční trať 170 Praha–Plzeň, která je zařazená do evropského železničního systému a je součástí III. tranzitního železničního koridoru. Doprava z Prahy do Plzně byla zahájena v roce 1862. Na území sousední obce Újezd se nachází železniční zastávka Cerhovice, kde zastavují osobní vlaky linky S70 Pražské integrované dopravy (PID) v úseku Beroun–Kařez a v úseku Kařez–Klatovy jsou na lince P2 Integrované dopravy Plzeňského kraje (IDPK). Tyto vlaky, provozované společností České dráhy, jezdí z Berouna přes Zdice a Hořovice a pokračují dále do Rokycan, Plzně, Dobřan, Přeštic, Švihova a Klatov.

## Osobnosti
- Václav Matoušek (1883–1948) — český malíř a poustevník od Týřova
- Čeněk Šillinger (1896–1942), český legionář, odbojář za druhé světové války

## Zajímavosti
- Natáčel se zde seriál Ranč U Zelené sedmy.

## Galerie

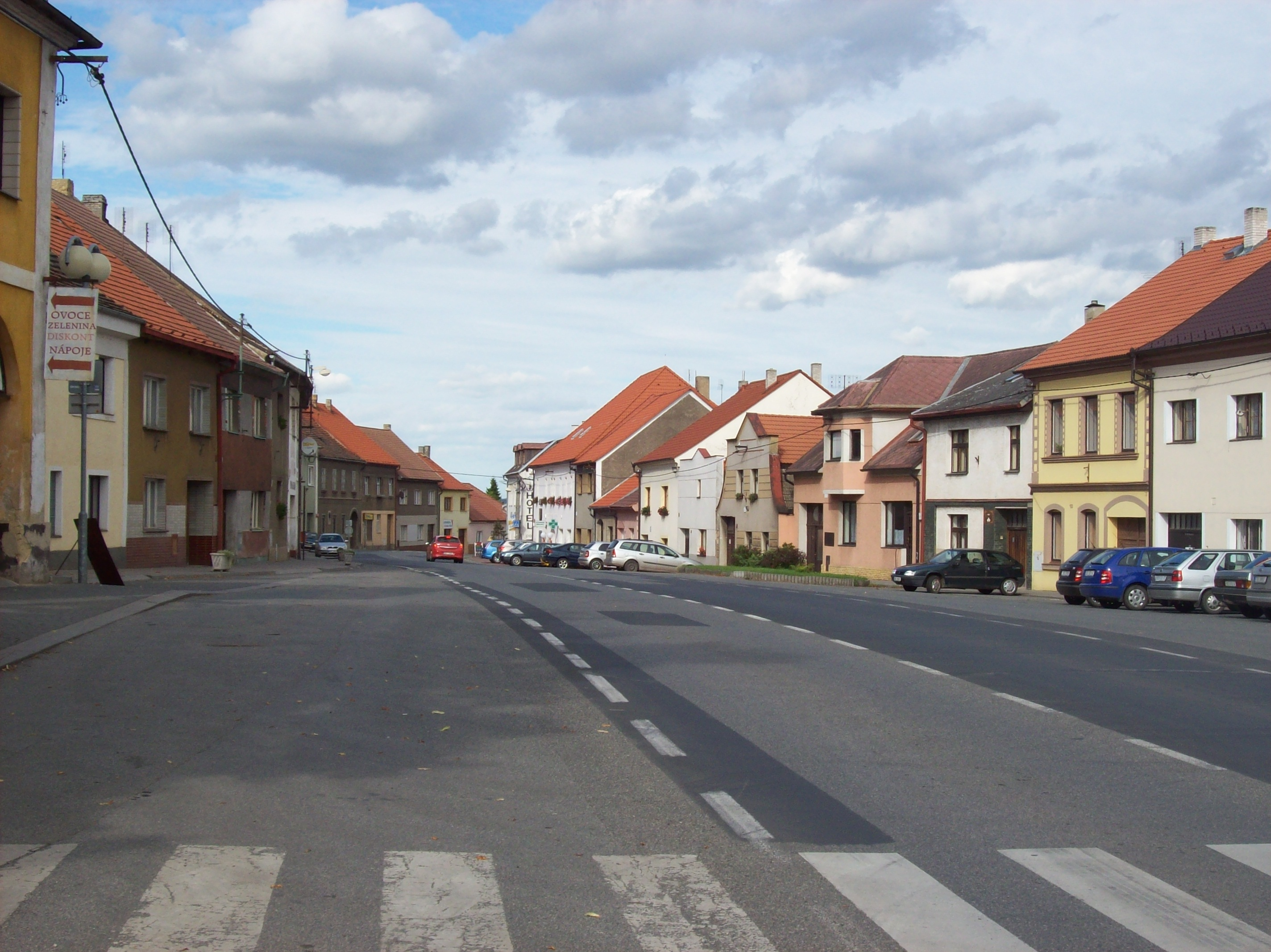
Hlavní silnice v Cerhovicích
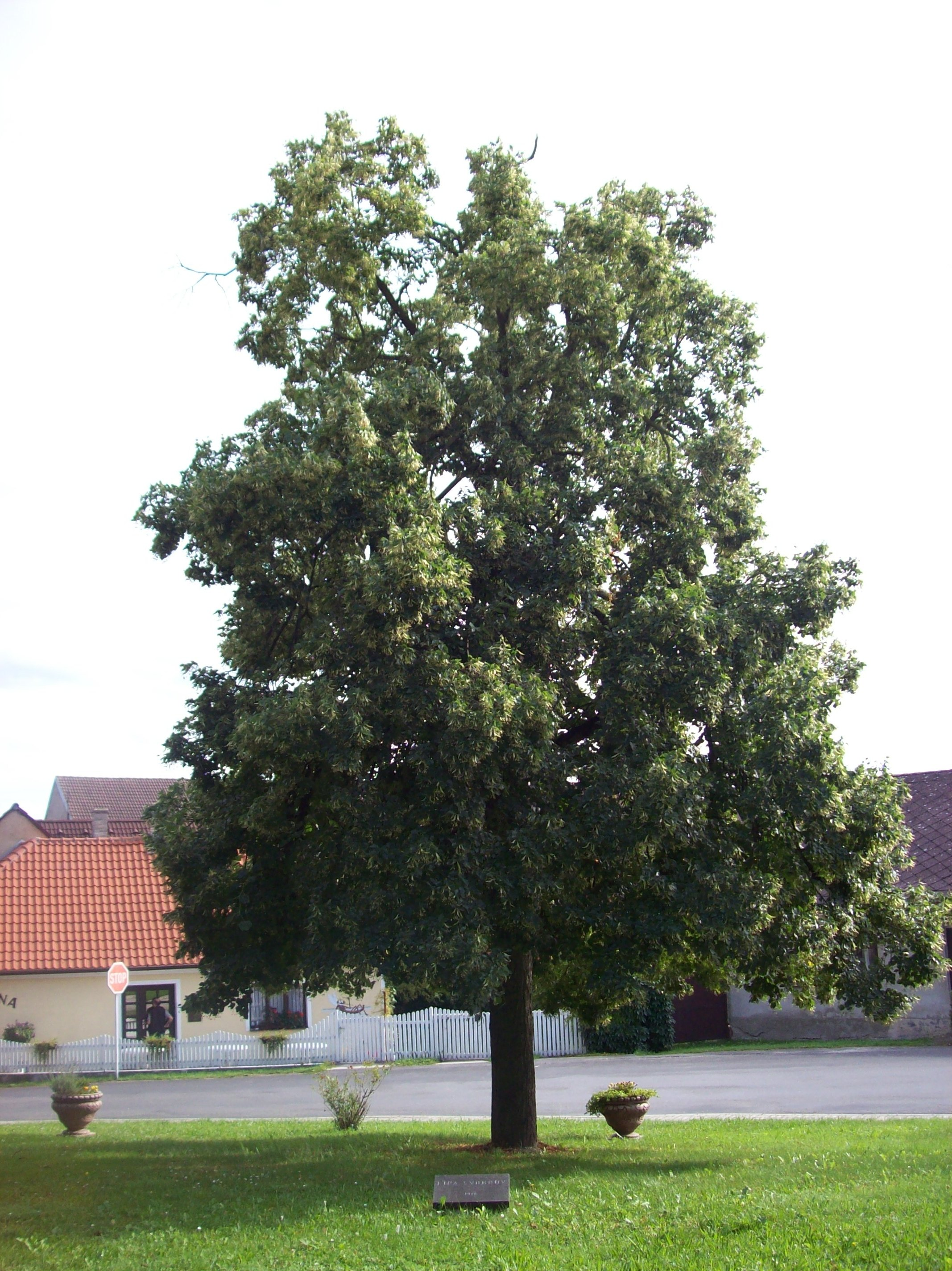
Lípa svobody
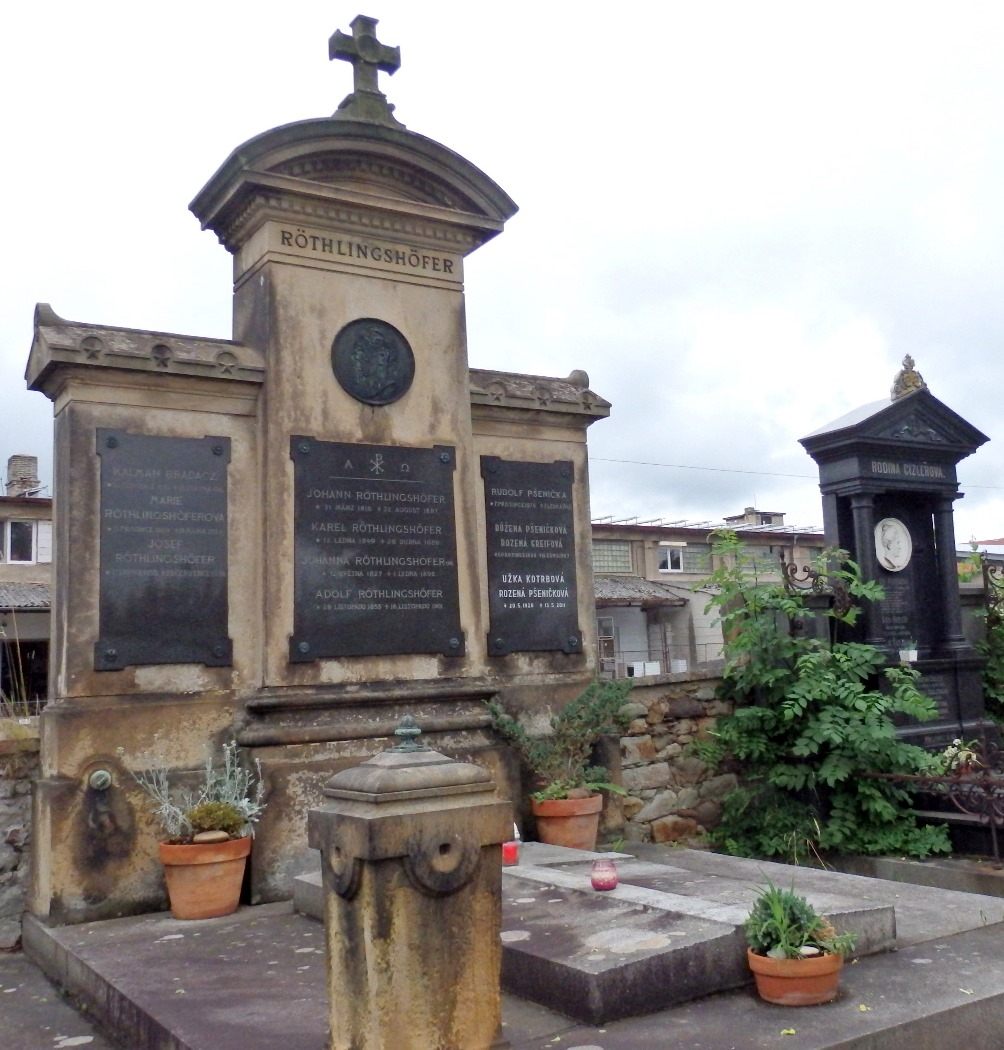
Náhrobek rodiny Röthlingshöferovy
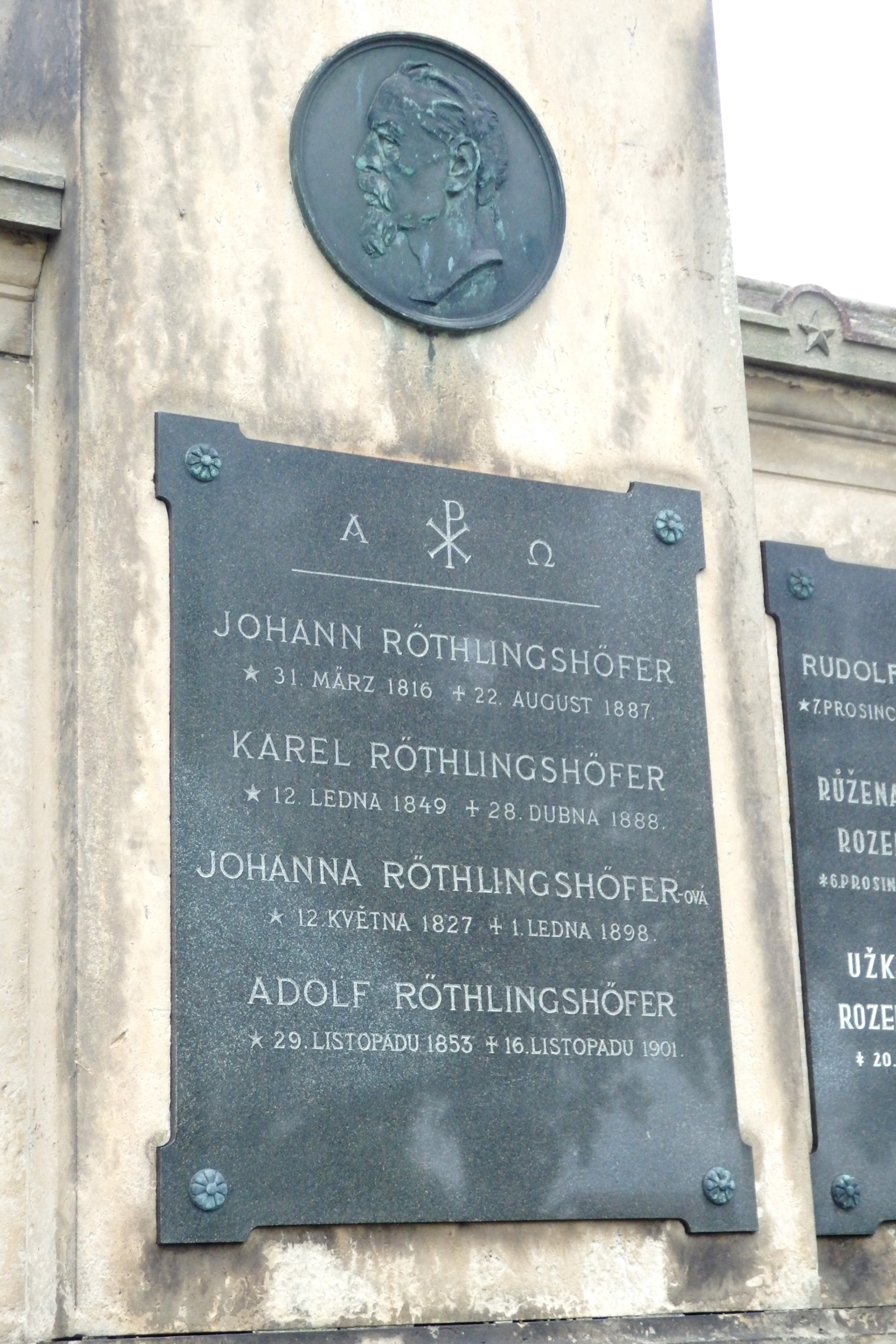
Náhrobek rodiny Röthlingshöferovy, detail